# دنی بریتفلدر
دنی بریتفلدر (انگلیسی: Danny Breitfelder؛ زادهٔ ۱۹ فوریهٔ ۱۹۹۷) بازیکن فوتبال اهل آلمان است.
از باشگاه‌هایی که در آن بازی کرده‌است می‌توان به باشگاه فوتبال انرژی کوتبوس اشاره کرد.